# Casa al carrer del Miracle, 30 (Balaguer)
La Casa al carrer del Miracle, 30 és un edifici de Balaguer (Noguera) protegit com a Bé Cultural d'Interès Local.

## Descripció
Es tracta d'un habitatge amb façana principal al carrer Miracle i també amb obertures a una de les façanes laterals. És de cinc plantes amb tres eixos verticals amb decoració de línies senzilles. La part inferior de l'edifici està formada per una planta baixa i l'entresòl, presenta la porta d'accés a l'habitatge per un lateral, una gran obertura al centre que ocupa els dos primers pisos i una balconera a cada costat. Als nivell superiors els balcons van tenint menys volada i amplada a mesura que es puja en alçat.